# Futsal-Európa-bajnokság
Az UEFA négy évente rendez Európa-bajnokságot. Eddig tizenkét alkalommal rendeztek ilyen eseményt. Spanyolország vezeti a rangsort, 7 győzelemmel.

## Eredmények
| 1996 Részletek | Córdoba, Spanyolország             | Spanyolország | 5 – 3               | Oroszország   | Belgium       | 3 – 2 | Olaszország  |
| 1999 Részletek | Granada, Spanyolország             | Oroszország   | 3 – 3 (4 – 2, b.u.) | Spanyolország | Olaszország   | 3 – 0 | Hollandia    |
| 2001 Részletek | Moszkva, Oroszország               | Spanyolország | 2 – 1               | Ukrajna       | Oroszország   | 2 – 1 | Olaszország  |
| 2003 Részletek | Caserta, Olaszország               | Olaszország   | 1 – 0               | Ukrajna       | Spanyolország | és    | Csehország   |
| 2005 Részletek | Ostrava, Csehország                | Spanyolország | 2 – 1               | Oroszország   | Olaszország   | 3 – 1 | Ukrajna      |
| 2007 Részletek | Porto, Portugália                  | Spanyolország | 3 – 1               | Olaszország   | Oroszország   | 3 – 2 | Portugália   |
| 2010 Részletek | Budapest és Debrecen, Magyarország | Spanyolország | 4 – 2               | Portugália    | Csehország    | 5 – 3 | Azerbajdzsán |
| 2012 Részletek | Zágráb és Split, Horvátország      | Spanyolország | 3 – 1 (h. u.)       | Oroszország   | Olaszország   | 3 – 1 | Horvátország |
| 2014 Részletek | Antwerpen, Belgium                 | Olaszország   | 3 – 1               | Oroszország   | Spanyolország | 8 – 4 | Portugália   |
| 2016 Részletek | Belgrád, Szerbia                   | Spanyolország | 7 – 3               | Oroszország   | Kazahsztán    | 5 – 2 | Szerbia      |
| 2018 Részletek | Ljubljana, Szlovénia               | Portugália    | 3 – 2 (h.u.)        | Spanyolország | Oroszország   | 1 – 0 | Kazahsztán   |
| 2022 Részletek | Amszterdam, Groningen Hollandia    | Portugália    | 4 – 2               | Oroszország   | Spanyolország | 4 – 1 | Ukrajna      |

## Eddigi győztesek
| Helyezés | Csapat        | Arany                                        | Ezüst                                  | Bronz                | 4. hely        |
| -------- | ------------- | -------------------------------------------- | -------------------------------------- | -------------------- | -------------- |
| 1.       | Spanyolország | 7 (1996, 2001, 2005, 2007, 2010, 2012, 2016) | 2 (1999, 2018)                         | 3 (2003, 2014, 2022) |                |
| 2.       | Olaszország   | 2 (2003, 2014)                               | 1 (2007)                               | 3 (1999, 2005, 2012) | 2 (1996, 2001) |
| 3.       | Portugália    | 2 (2018, 2022)                               | 1 (2010)                               |                      | 2 (2007, 2014) |
| 4.       | Oroszország   | 1 (1999)                                     | 6 (1996, 2005, 2012, 2014, 2016, 2022) | 3 (2001, 2007, 2018) |                |
| 5.       | Ukrajna       |                                              | 2 (2001, 2003)                         |                      | 2 (2005, 2022) |
| 6.       | Csehország    |                                              |                                        | 2 (2003, 2010)       |                |
| 7.       | Kazahsztán    |                                              |                                        | 1 (2016)             | 1 (2018)       |
| 8.       | Belgium       |                                              |                                        | 1 (1996)             |                |
| 8.       | Hollandia     |                                              |                                        |                      | 1 (1999)       |
| 8.       | Azerbajdzsán  |                                              |                                        |                      | 1 (2010)       |
| 8.       | Horvátország  |                                              |                                        |                      | 1 (2012)       |

## Lásd még
- U21-es futsal-Európa-bajnokság
- Futsal-világbajnokság

## Külső hivatkozások
- A Futsal-Európa-bajnokság hivatalos honlapja